# Патріс Рйо
Патріс Рйо (фр. Patrice Rio, нар. 15 липня 1948, Ле-Петі-Кевії) — колишній французький футболіст, захисник.
Насамперед відомий виступами за «Нант», а також національну збірну Франції.

## Клубна кар'єра
У дорослому футболі дебютував 1969 року виступами за «Руан», в якому провів один сезон, взявши участь у 33 матчах чемпіонату. 
Своєю грою за цю команду привернув увагу представників тренерського штабу «Нанта», до складу якого приєднався 1970 року. Відіграв за команду з Нанта наступні чотирнадцять сезонів своєї ігрової кар'єри. Більшість часу, проведеного у складі «Нанта», був основним гравцем захисту команди.
Завершив професійну ігрову кар'єру у клубі «Ренн», за який виступав протягом 1984—1987 років.

## Виступи за збірну
1976 року дебютував в офіційних матчах у складі національної збірної Франції. Протягом кар'єри у національній команді, яка тривала усього 3 роки, провів у формі головної команди країни 17 матчів.
У складі збірної був учасником чемпіонату світу 1978 року в Аргентині.
Батько — Роже Рйо, учасник чемпіонату світу 1934 року.

## Титули і досягнення
- Чемпіон Франції (4):

«Нант»: 1972-73, 1976-77, 1979-80, 1982-83
- Володар Кубка Франції (1):

«Нант»: 1978-79